# ريوكو تاكار
ريوكو تاكار (高良 亮子) (9 أبريل 1990 في ناها في اليابان – )؛ هي لاعبة كرة قدم كانت تلعب كلاعب وسط. ولعبت مع منتخب اليابان لكرة القدم للسيدات.

## وصلات خارجية
- ريوكو تاكار على موقع قاعدة بيانات كرة القدم.إي يو (الإنجليزية)
- ريوكو تاكار على موقع Soccerway.com (الإنجليزية)
- ريوكو تاكار على موقع عالم كرة القدم.نت (الإنجليزية)